# Учечукву Увакве
Учечукву Увакве (англ. Uchechukwu Uwakwe, 3 липня 1979, Нігерія) — нігерійський футболіст, півзахисник.

## Життєпис
Виступав за нігерійську «Еньїмба», тоголезький «Етуаль Філант» і грузинське «Динамо» з Батумі.
У зимове міжсезоння 2000/01 року перейшов у сімферопольську «Таврію». За підсумками сезону «Таврія» посіла 7-ме місце у Вищій лізі і заявилася на Кубок Інтертото. У другому раунді «Таврія» обіграла болгарський «Спартак» з міста Варна, на виїзді кримчани обіграли (2:0) і вдома зіграли в нічию (2:2). Увакве участь в цих матчах не приймав. У наступному раунді «Таврія» грала з французьким «Парі Сен-Жерменом». Домашній матч «Таврія» програла (0:1), Увакве вийшов на 86-ій хвилині замість Гочі Трапаїдзе. У Парижі «Таврія» також програла (0:4) і вилетіла з турніру. Увакве участь в матчі не брав. У чемпіонаті України дебютував 11 липня 2001 року матчі проти львівських «Карпат» (3:0), Учечукву вийшов на 88-ій хвилині замість Васила Гігіадзе.
Всього за «Таврію» провів 13 матчів і забив 1 м'яч у чемпіонаті України і 1 матч у Кубку України. Увакве запам'ятався поганою грою.
Потім грав за англійський «Форд Юнайтед», норвезький «Аєрсун» і в'єтнамський «Сонглам Нгеан».